# Passo do Tourmalet
O passo do Tourmalet  (em francês:  Col du Tourmalet) é um colo de montanha  a 2 115 m de altitude, localizado nos Pirenéus franceses, a 30 km a sul de Tarbes, no Hautes-Pyrénées, na região Midi-Pyrénées. 
No local é produzido o queijo de leite de cabra que recebe o nome do lugar.

## Ciclismo
O passo é consagrado no ciclismo, desde o Tour de France 1910, quando Octave Lapize liderou o pelotão. A subida na direção oeste começa em Luz-Saint-Sauveur seguindo por 18,3 km a uma inclinação de 7,7%. É um grande desafio para os ciclistas escaladores.

## Líderes nesta etapa do Tour de France
| - 1910 : Octave Lapize - 1911 : Paul Duboc - 1912 : Odile Defraye - 1913 : Philippe Thys - 1914 : Firmin Lambot - 1919 : Honoré Barthélémy - 1920 : Firmin Lambot - 1921 : Hector Heusghem - 1923 : Robert Jacquinot - 1924 : Ottavio Bottecchia - 1925 : Omer Huyse - 1926 : Odiel Taillieu - 1927 : Nicolas Frantz - 1928 : Camille Van de Casteele - 1929 : Victor Fontan - 1930 : Benoit Faure - 1931 : Jef Demuysere - 1932 : Benoit Faure - 1933 : Vicente Trueba - 1934 : René Vietto - 1935 : Sylvère Maes - 1936 : Sylvère Maes - 1937 : Julian Berrendero - 1938 : Gino Bartali - 1939 : Edward Vissers - 1947 : Jean Robic - 1948 : Jean Robic - 1949 : Fausto Coppi - 1950 : Kléber Piot - 1951 : Jean Diederich - 1952 : Fausto Coppi - 1953 : Jean Robic - 1954 : Federico Bahamontes - 1955 : Miguel Poblet - 1957 : José Da Silva - 1959 : Armand Desmet - 1960 : Kurt Gimmi - 1961 : Marcel Queheille | - 1962 : Federico Bahamontes - 1963 : Federico Bahamontes e Raymond Poulidor - 1964 : Julio Jimenez e Federico Bahamontes - 1965 : Julio Jimenez - 1967 : Julio Jimenez - 1968 : Jean-Pierre Ducasse - 1969 : Eddy Merckx - 1970 : Andres Gandarias - 1971 : Lucien Van Impe - 1972 : Roger Swerts - 1973 : Bernard Thévenet - 1974 : Jean-Pierre Danguillaume e Gonzalo Aja - 1975 : Lucien Van Impe - 1976 : Francisco Galdos - 1977 : Lucien Van Impe - 1978 : Michel Pollentier - 1980 : Raymond Martin - 1983 : Patrocinio Jimenez - 1985 : Pello Ruiz-Cabestany - 1986 : Dominique Arnaud - 1988 : Laudelino Cubino - 1989 : Robert Millar - 1990 : Miguel Martinez-Torres - 1991 : Claudio Chiappucci - 1993 : Tony Rominger - 1994 : Richard Virenque - 1995 : Richard Virenque - 1997 : Javier Pascual Rodríguez - 1998 : Alberto Elli - 1999 : Alberto Elli - 2001 : Sven Montgomery - 2003 : Sylvain Chavanel - 2006 : David De la Fuente - 2008 : Rémy Di Grégorio - 2009 : Franco Pellizotti - 2010 : Andy Schleck - 2011 : Jérémy Roy - 2012 : Thomas Voeckler - 2014 : Bel Kadri - 2015 : Rafal Majka - 2016 : Thibaut Pinot - 2018 : Julian Alaphilippe |

## Imagens

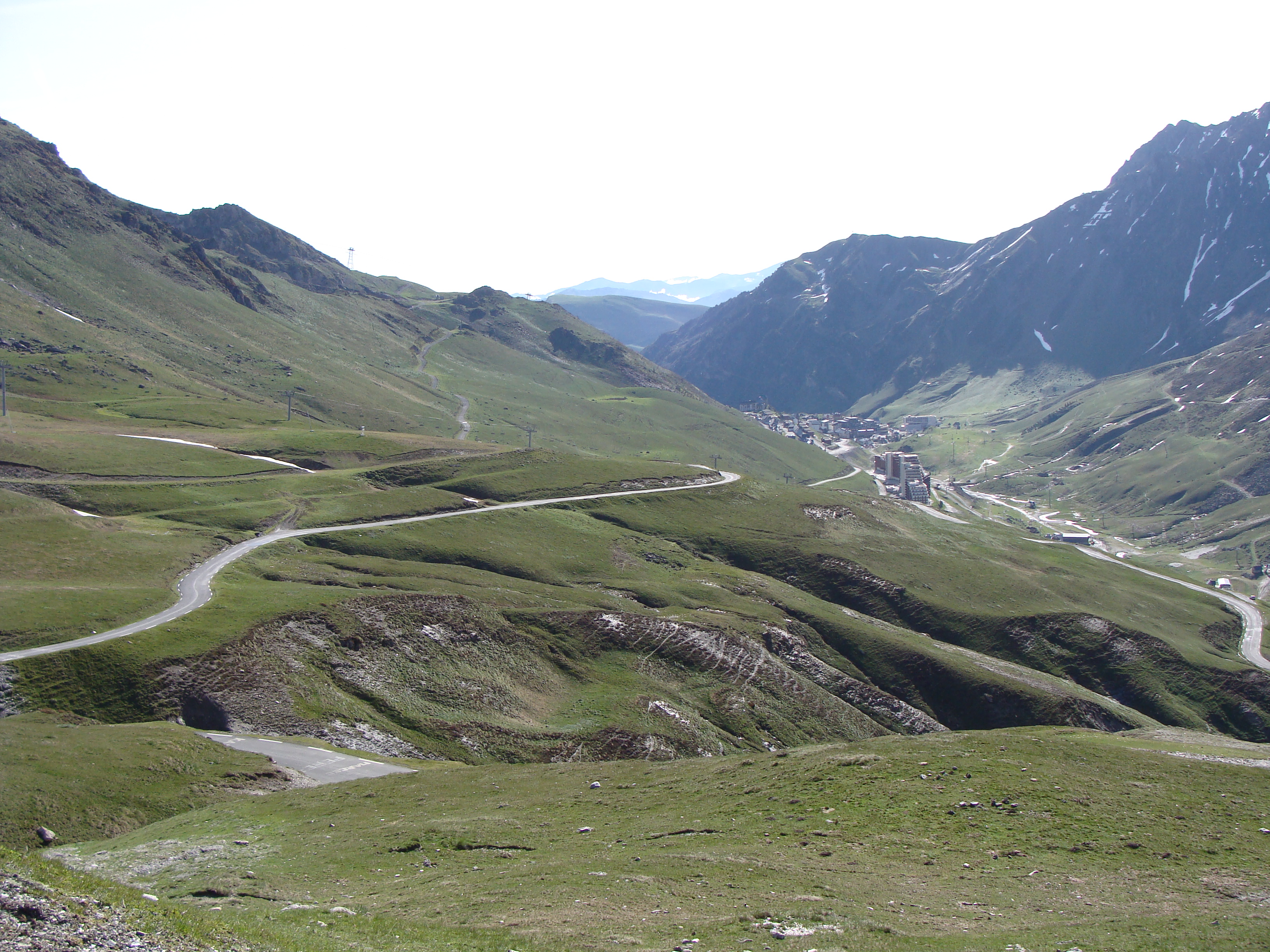
Colo du Tourmalet
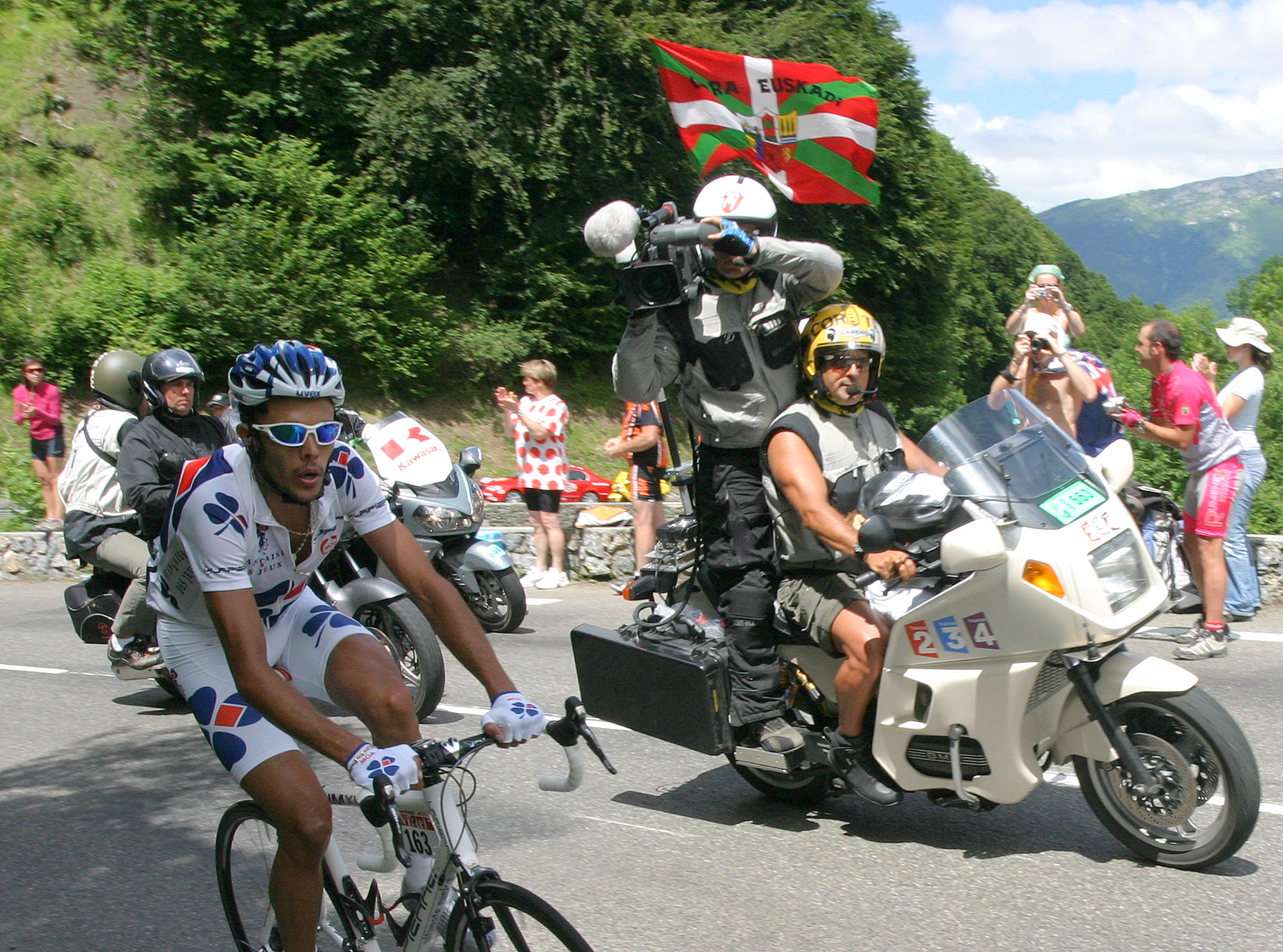
Rémy Di Grégorio no Tour de France 2008